# Mistrzostwa Świata w Biathlonie 2023 – sztafeta mieszana
Sztafeta mieszana na Mistrzostwach Świata w Biathlonie 2023 odbyła się 8 lutego w Oberhofie. Była to pierwsza konkurencja podczas tych mistrzostw. Wystartowało w niej 26 reprezentacji, z których 6 zostało zdublowanych. Mistrzami świata zostali Norwegowie, srebro zdobyli Włosi, a trzecie miejsce zajęli Francuzi.
Polska sztafeta została zdublowana na trzeciej zmianie i ostatecznie sklasyfikowana została na 22. pozycji.

## Wyniki
| Miejsce | Nr | Reprezentacja                                                                                              | Czas                                      | Kary (L+S)                              | Strata  |
| ------- | -- | --- | ----------------------------------------- | --------------------------------------- | ------- |
| 01 !    | 6  | Norwegia · Ingrid Landmark Tandrevold · Marte Olsbu Røiseland · Sturla Holm Lægreid · Johannes Thingnes Bø | 1:04:41,9 17:23,1 17:35,2 14:45,7 14:57,9 | 0+3 1+6 0+0 1+3 0+0 0+2 0+0 0+0 0+3 0+1 |         |
| 02 !    | 2  | Włochy · Lisa Vittozzi · Dorothea Wierer · Didier Bionaz · Tommaso Giacomel                                | 1:04:53,5 16:37,5 17:30,8 15:43,8 15:01,4 | 0+1 0+5 0+0 0+1 0+1 0+2 0+0 0+1         | +11,6   |
| 03 !    | 1  | Francja · Julia Simon · Anaïs Chevalier-Bouchet · Émilien Jacquelin · Quentin Fillon Maillet               | 1:05:37,8 16:27,8 17:46,8 15:30,1 15:53,1 | 0+7 0+2 0+1 0+0 0+2 0+2 0+3 0+0         | +55,9   |
| 4       | 9  | Austria · Dunja Zdouc · Lisa Theresa Hauser · David Komatz · Simon Eder                                    | 1:05:41,1 17:31,3 17:27,3 15:12,3 15:30,2 | 0+2 0+1 0+1 0+0 0+0 0+1 0+0 0+0         | +59,2   |
| 5       | 7  | Czechy · Tereza Voborníková · Markéta Davidová · Michal Krčmář · Tomáš Mikyska                             | 1:05:51,3 17:16,0 17:47,4 15:07,4 15:40,5 | 0+4 0+3 0+2 0+1 0+1 0+1 0+1 0+0 0+0 0+1 | +1:09,4 |
| 6       | 5  | Niemcy · Vanessa Voigt · Denise Herrmann-Wick · Benedikt Doll · Roman Rees                                 | 1:06:08,4 17:28,5 17:06,7 16:04,2 15:29,0 | 1+6 0+3 0+1 0+1 0+0 0+1 1+3 0+1 0+2 0+0 | +1:26,5 |
| 7       | 4  | Szwajcaria · Elisa Gasparin · Lena Häcki-Gross · Sebastian Stalder · Niklas Hartweg                        | 1:06:31,4 17:33,1 17:29,2 15:42,5 15:46,6 | 0+1 0+4 0+0 0+2 0+0 0+0 0+1 0+0         | +1:49,5 |
| 8       | 21 | Kanada · Emma Lunder · Nadia Moser · Adam Runnalls · Christian Gow                                         | 1:07:04,7 16:43,8 18:36,6 15:56,7 15:47,6 | 0+5 0+4 0+0 0+0 0+3 0+2 0+0 0+2 0+2 0+0 | +2:22,8 |
| 9       | 3  | Szwecja · Hanna Öberg · Elvira Öberg · Martin Ponsiluoma · Sebastian Samuelsson                            | 1:07:15,7 16:53,6 17:42,2 15:22,9 17:17,0 | 3+9 0+6 0+2 0+0 0+1 0+2 0+3 0+1 3+3 0+3 | +2:33,8 |
| 10      | 11 | Ukraina · Anastasija Merkuszyna · Julija Dżima · Dmytro Pidruczny · Anton Dudczenko                        | 1:07:27,2 17:33,2 18:00,3 16:01,1 15:52,6 | 0+2 0+5 0+0 0+0 0+0 0+1 0+1 0+3 0+1 0+1 | +2:45,3 |
| 11      | 15 | Finlandia · Suvi Minkkinen · Mari Eder · Tuomas Harjula · Olli Hiidensalo                                  | 1:07:34,1 17:35,7 18:22,4 15:41,1 15:54,9 | 0+5 0+3 0+1 0+0 0+2 0+2 0+0 0+1 0+2 0+0 | +2:52,2 |
| 12      | 12 | Słowenia · Lena Repinc · Polona Klemenčič · Miha Dovžan · Rok Tršan                                        | 1:07:51,5 17:26,8 18:16,1 16:11,4 15:57,2 | 0+4 0+3 0+0 0+0 0+2 0+0 0+1 0+3 0+1 0+0 | +3:09,6 |
| 13      | 13 | Stany Zjednoczone · Deedra Irwin · Joanne Reid · Paul Schommer · Sean Doherty                              | 1:07:51,9 17:24,2 19:00,1 15:47,0 15:40,6 | 0+1 1+5 0+0 0+0 0+0 1+3 0+0 0+2 0+1 0+0 | +3:10,0 |
| 14      | 10 | Belgia · Lotte Lie · Maya Cloetens · Thierry Langer · Florent Claude                                       | 1:08:42,9 17:30,7 18:52,5 16:07,1 16:12,6 | 0+3 0+3 0+0 0+0 0+1 0+2 0+1 0+0 0+1 0+1 | +4:01,0 |
| 15      | 17 | Estonia · Susan Külm · Tuuli Tomingas · Kristo Siimer · Rene Zahkna                                        | 1:09:00,6 18:21,4 18:29,0 15:49,0 16:21,2 | 0+3 0+3 0+2 0+1 0+1 0+0 0+0 0+1         | +4:01,0 |
| 16      | 14 | Słowacja · Paulína Bátovská Fialková · Mária Remeňová · Michal Šíma · Matej Kazár                          | 1:09:00,9 16:42,6 19:22,0 16:09,9 16:46,4 | 0+2 0+3 0+1 0+2 0+0 0+1 0+1 0+0         | +4:19,0 |
| 17      | 16 | Bułgaria · Milena Todorowa · Walentina Dimitrowa · Władimir Iliew · Błagoj Todew                           | 1:09:16,0 18:11,0 18:42,6 15:44,1 16:38,3 | 0+4 1+7 0+0 1+3 0+2 0+0 0+1 0+1 0+1 0+3 | +4:34,1 |
| 18      | 20 | Litwa · Natalija Kočergina · Gabrielė Leščinskaitė · Karol Dombrovski · Vytautas Strolia                   | 1:09:34,5 18:16,0 19:05,3 16:18,5 15:54,7 | 0+4 0+2 0+1 0+0 0+2 0+1 0+1 0+1 0+0 0+0 | +4:52,6 |
| 19      | 25 | Japonia · Fuyuko Tachizaki · Aoi Sato · Mikito Tachizaki · Kiyomasa Ojima                                  | 1:10:39,1 17:05,2 19:23,0 16:29,9 17:41,0 | 0+8 1+5 0+1 0+0 0+1 0+2 0+3 0+0 0+3 1+3 | +5:57,2 |
| 20      | 22 | Rumunia · Elena Chirkova · Anastasia Tolmacheva · George Buta · Raul Flore                                 | 1:10:40,4 18:44,8 19:03,5 16:05,5 16:46,6 | 0+3 1+7 0+0 1+3 0+1 0+2 0+0 0+0 0+2 0+2 | +5:58,5 |
| 21      | 19 | Korea Południowa · Ko Eun-jung · Jekatierina Awwakumowa · Timofiej Łapszyn · Choi Du-jin                   | LAP 19:40,1 18:17,4 15:35,5               | 0+2 1+5 0+0 1+3 0+1 0+1                 | —       |
| 22      | 8  | Polska · Joanna Jakieła · Kamila Żuk · Andrzej Nędza-Kubiniec · Marcin Zawół                               | LAP 18:18,5 18:47,1                       | 0+3 0+3 0+0 0+1 0+1 0+1 0+2 0+1         | —       |
| 23      | 18 | Mołdawia · Ałła Hyłenko · Alina Striemous · Mihail Usov · Pavel Magazeev                                   | LAP 19:08,6 18:28,6                       | 2+7 0+3 0+1 0+0 0+3 0+0 2+3 0+3         | —       |
| 24      | 26 | Chiny · Wen Ying · Chu Yuanmeng · Yan Xingyuan · Zhang Chunyu                                              | LAP 18:50,4                               | 0+1 0+1 0+1 0+0 0+0 0+1                 | —       |
| 25      | 23 | Łotwa · Annija Sabule · Baiba Bendika · Aleksandrs Patrijuks · Edgars Mise                                 | LAP 20:18,5                               | 0+5 0+2 0+3 0+1 0+2 0+1                 | —       |
| 26      | 24 | Kazachstan · Anastasija Kondratiewa · Ludmiła Achatowa · Aleksandr Muchin · Władisław Kiriejew             | LAP 20:15,1                               | 0+5 0+4 0+3 0+2 0+2 0+2                 | —       |